# Cumbiero
El término cumbiero se usa para denominar a los integrantes de una subcultura formada en torno a la cumbia villera, una corriente dentro de la cumbia argentina originada en la zona norte del Gran Buenos Aires en 1999. La misma se popularizó rápidamente en toda Argentina y luego tuvo éxito en otros países de Hispanoamérica, lo que hizo que también existan miembros de esta subcultura fuera de su país de origen.
Aunque aún existen, el auge de los cumbieros se dio a lo largo de la década del 2000. Luego fueron entrando paulatinamente en declive debido a la pérdida de popularidad de la cumbia villera en pos de un regreso de la cumbia argentina a la lírica mayormente romántica o festiva, además del dominio que empezó a ejercer el reggaeton en las emisiones musicales de toda la región; la aparición o popularización de otras subculturas (sobre todo los turros y los hiphoperos) que acapararon la atención de los jóvenes argentinos en la década de 2010; y el propio paso de los años, que hizo que los otrora adolescentes y jóvenes que eran cumbieros, al crecer vayan abandonando esa estética y el interés en sí de pertenecer a la subcultura, ya que la veían como algo pasajero ligado a su primera juventud.
Cabe destacar que el término cumbiero también se usa, desde mucho antes, para denominar a cualquier persona que tenga preferencia o gusto por la cumbia en cualquiera de sus variantes (no necesariamente solo la cumbia villera), más allá de que pueda no tener ninguna relación con la subcultura homónima en particular.

## Ideología
No siguen una ideología política en particular sino que simplemente comparten la preferencia por la cumbia villera, la vestimenta y, en general, un origen social común en la clase baja o media-baja, a la cual muestran orgullo de pertenencia.
Suelen tener una actitud desafiante y toman como valores la resiliencia de pertenecer a un sector socioeconómico desfavorecido, la lealtad al barrio donde viven, el rechazo a las fuerzas de seguridad y las clases sociales alta y media-alta,  y la experiencia en vivencias callejeras (como las peleas en general y los conflictos con la policía).
Los cumbieros tuvieron rivalidad con otras subculturas presentes en Argentina en la década del 2000 como los floggers, los emos y los dark, ya que los consideraban afeminados por su estética y al mismo tiempo privilegiados por ser, generalmente, de clases sociales más altas (en comparación). Debido a ello, en esa época era común que se produzcan peleas con miembros de esas subculturas (en una ocasión un joven de 16 años fue asesinado por ser flogger).  A comienzos de esa década también solían atacar a los hiphoperos por considerarlos demasiado extravagantes y ver al rap (que aún no era popular en Argentina) como un género musical muy extraño y aún demasiado ligado a la cultura estadounidense, lo que lo hacía ver como antagónico de la cultura argentina (especialmente la de los estratos sociales bajos) en el imaginario de los cumbieros.

## Estética
El estilo estético de la moda cumbiera se compone principalmente por el uso de zapatillas deportivas de colores llamativos (usualmente de alguna marca reconocida, como Nike o Adidas), a las cuales suelen llamar llantas; camperas amplias y vaqueros anchos o bien pantalones syre o de tela de avión; remeras deportivas, chombas o camisetas de fútbol; y por último, es usual el uso de gorras deportivas con visera (por lo que las llaman simplemente viseras). Las mujeres visten jeans o calzas ajustadas, remeras o musculosas cortas y zapatillas deportivas, además de mucho maquillaje.
En un comienzo solían usar el pelo largo, y desde mediados de la década del 2000 en adelante se hizo más común el pelo corto (a veces rapado en los costados) y también el uso de piercings.

## Controversias
Desde sus principios, fueron muy criticados por la valorización de la violencia, el sexismo, el consumo de alcohol y drogas y lo usual que era la apología de la delincuencia y la reproducción de ciertos usos y costumbres procedentes del ambiente carcelario.
Por otro lado se los acusa de machistas. Referido a esto, el cantante de Damas Gratis (la banda más emblemática de la cumbia villera), Pablo Lescano, utilizó una vez la homosexualidad como un insulto al decir:

Somos negros villeros y eso no es una ofensa... No me molesta que me digan así. Somos negros ¿Y qué? Peor sería que me digan cheto, esos sí que son todos putos, y eso sí que es una ofensa.